# Christina Oh

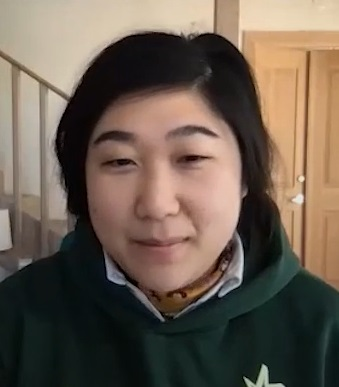
Christina Oh

Christina Oh (* 20. Jahrhundert) ist eine US-amerikanische Filmproduzentin.
Oh begann ihre Tätigkeit im Filmgeschäft Ende der 2000er Jahre im Bereich des Castings. Ab 2012 war sie als Assistentin für die Produzentin Dede Gardner tätig. Seit 2017 tritt sie selbst als Prozentin für Plan B Entertainment in Erscheinung.
2020 wurde Oh mit dem Black Reel Award für den Film The Last Black Man in San Francisco (2019) ausgezeichnet und für den Independent Spirit Award nominiert. Für Minari – Wo wir Wurzeln schlagen (2020) wurde sie bei Oscarverleihung 2021 für den Oscar in der Kategorie Bester Film nominiert. Weitere Nominierungen erhielt sie für den Independent Spirit Award, den BAFTA Film Award und den Producers Guild of America Award.
Im Sommer 2021 wurde Peters Mitglied der Academy of Motion Picture Arts and Sciences.

## Filmografie
- 2024: Nightbitch